# Pietro Gasparri

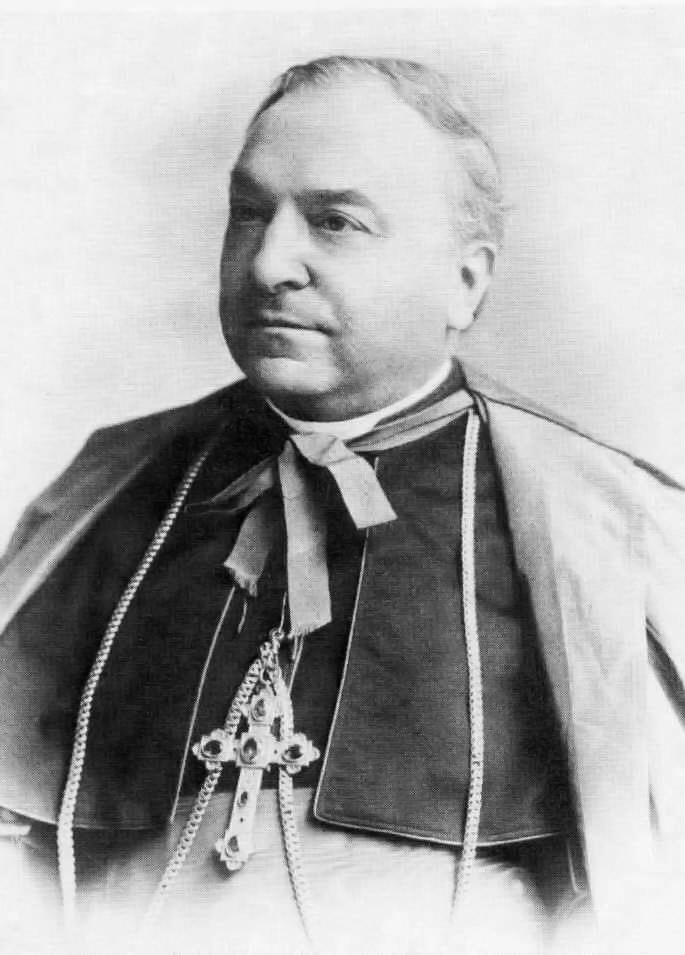
Pietro Kardinal Gasparri

Kardinalswappen

Pietro Kardinal Gasparri (* 5. Mai 1852 in Capovallazza di Ussita, Kirchenstaat, heute Provinz Macerata, Italien; † 18. November 1934 in Rom) war Kardinalstaatssekretär der Römischen Kirche.

## Leben

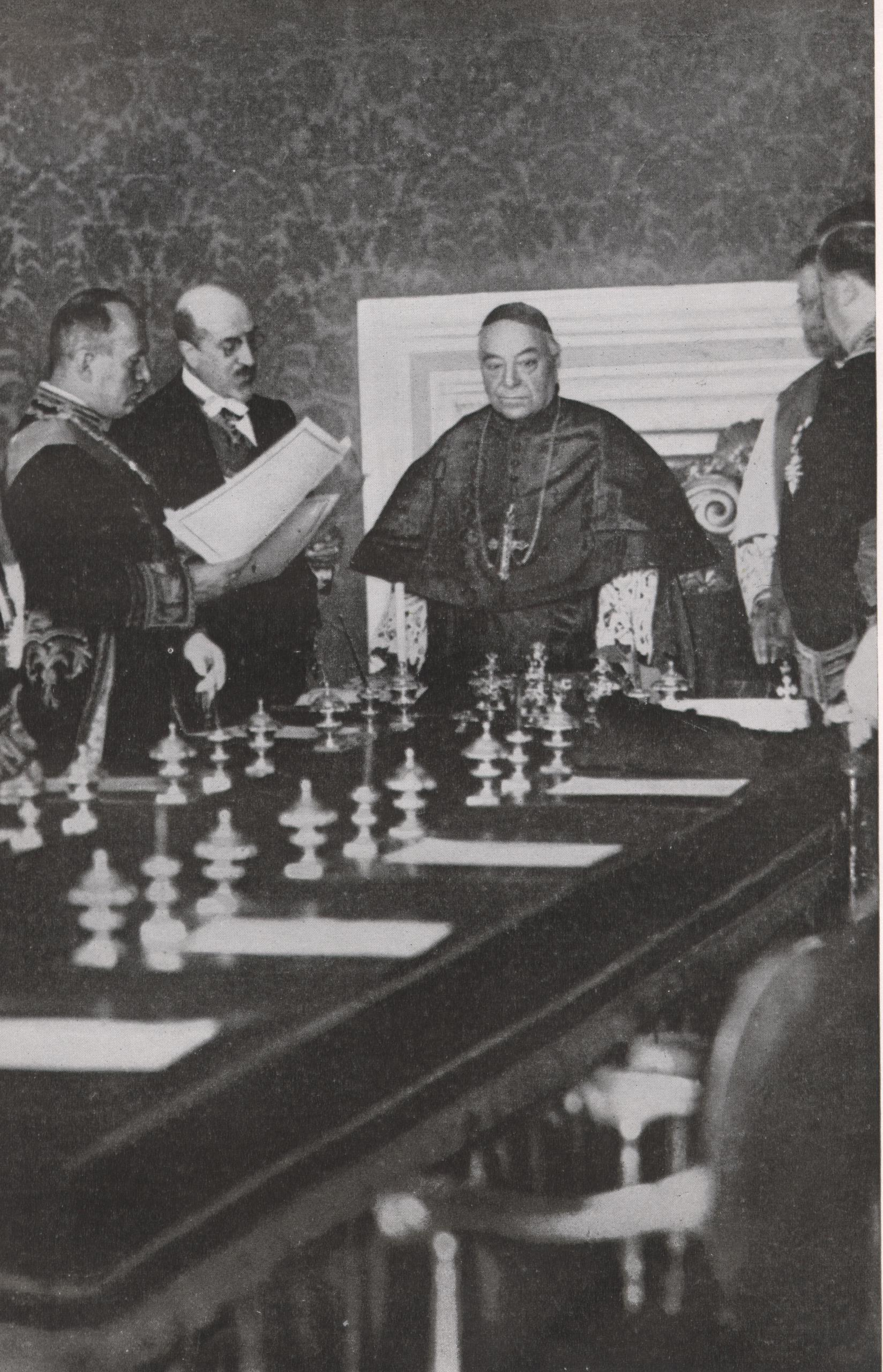
Kardinalstaatssekretär Gasparri bei der Unterzeichnung der Lateranverträge (11. Februar 1929)

Pietro Gasparri studierte die Fächer Philosophie und Katholische Theologie an verschiedenen Universitäten Roms. Er empfing am 31. Mai 1877 das Sakrament der Priesterweihe und arbeitete anschließend als persönlicher Sekretär bei Kardinal Teodolfo Mertel sowie als Professor für Kanonisches Recht in Rom und Paris. 1896 gehörte er der Päpstlichen Kommission zur Untersuchung der Gültigkeit anglikanischer Weihen an.
1898 ernannte ihn Papst Leo XIII. zum Titularerzbischof von Caesarea in Palaestina und zum Apostolischen Delegaten für Peru, Ecuador und Bolivien. Die Bischofsweihe empfing Pietro Gasparri durch Kardinal François Richard, den Erzbischof von Paris; Mitkonsekratoren waren Louis François Sueur, Erzbischof von Avignon, und Charles Turinaz, Bischof von Nancy. 1901 wurde er Kurialsekretär für Außerordentliche Kirchliche Angelegenheiten, 1904 Sekretär der Päpstlichen Kommission für Kodifizierung des Kanonischen Rechts. 1907 nahm ihn Papst Pius X. in das Kardinalskollegium auf. Als Kardinalpriester erhielt er die Titelkirche San Bernardo alle Terme, 1915 wechselte er jedoch als Kardinalpriester die Titelkirche und übernahm den Titel von San Lorenzo in Lucina. Von Mai 1914 bis Januar 1915 und von Dezember 1916 bis zu seinem Tode versah Pietro Gasparri das Amt des Camerlengo. Er nahm am Konklave 1914 teil und wurde im Herbst des gleichen Jahres Kardinalstaatssekretär. Von 1914 bis 1918 versah er zusätzlich das Amt des Präfekten des Apostolischen Palastes.
1917 ernannte ihn Papst Benedikt XV. nach der Veröffentlichung des neuen Codex Iuris Canonici zum Präsidenten der Päpstlichen Kommission für die authentische Auslegung des Codex Iuris Canonici.
Nach dem Konklave des Jahres 1922 bestätigte ihn der neu gewählte Papst Pius XI. in seinen Ämtern. 1925 erhielt Pietro Gasparri die Ernennung zum Kardinalpräfekten der Kurialkongregation für Außerordentliche Kirchliche Angelegenheiten. Einer breiten Öffentlichkeit wurde er als Unterzeichner der Lateranverträge zwischen dem Heiligen Stuhl und dem Königreich Italien (vertreten durch den faschistischen Ministerpräsidenten Benito Mussolini) am 11. Februar 1929 bekannt, die den seit 1870 andauernden Streit zwischen dem italienischen Staat und der Katholischen Kirche beendeten. Im Dezember 1929 wurde Gasparri Präsident der Kardinalskommission zur Vorbereitung der Kodifizierung des Kirchenrechts der Orientalischen Kirchen. Er trat im Februar 1930 als Kardinalstaatssekretär zurück.
Pietro Gasparri starb am 18. November 1934 in Rom und wurde auf dem Friedhof von Ussita bestattet.